# Andressa Alves da Silva
Andressa Alves da Silva (sinh ngày 10 tháng 11 năm 1992), thường được gọi là Andressa Alves hoặc đơn giản là Andressa, là một cầu thủ bóng đá người Brazil đang chơi ở vị trí tiền đạo cho câu lạc bộ Roma tại Serie A. Trước đây cô từng chơi cho Montpellier tại Division 1 Féminine (Pháp) và Barcelona tại Primera División (Tây Ban Nha). Cô tham gia trận đấu đầu tiên đầu tiên cho đội tuyển bóng đá nữ quốc gia Brazil năm 2012 và là một cầu thủ trong đội hình tuyển quốc gia tham gia Giải vô địch bóng đá nữ thế giới 2015.

## Sự nghiệp câu lạc bộ
Andressa chuyển từ Centro Olímpico sang Ferroviária vào tháng 5 năm 2013. Vào tháng 11 năm 2013, Andressa rời Ferroviária để ký hợp đồng với những người chiến thắng Copa Libertadores Femenina năm 2013 là São José.
Vào tháng 11 năm 2014, cô kết thúc thời gian ở São José và ký hợp đồng với đội Boston Breakers của NWSL. Cuối cùng, cô không bao giờ gia nhập Breakers khi cô được gọi vào khu huấn luyện tập trung của Brazil cho giải đấu Giải vô địch bóng đá nữ thế giới 2015. Trong kỳ World Cup, câu lạc bộ Pháp Montpellier thông báo họ đã kết thúc việc chuyển nhượng Andressa.
Andressa rời Montpellier sau một mùa giải, cô ký hợp đồng với FC Barcelona vào tháng 6 năm 2016.

## Sự nghiệp quốc tế
Sau khi tham gia trong đội hình Brazil trong các lần tổ chức năm 2010 và 2012 của giải World Cup U20 của FIFA, Andressa ra mắt đội tuyển chính thức tại Torneio Internacional Cidade de São Paulo de Futebol Feminino năm 2012.
Tại Copa América Femenina 2014, Andressa ghi bàn thắng thứ hai trong chiến thắng 6-0 của Brazil trước Argentina. Tại giải vô địch bóng đá nữ thế giới năm 2015, cô ghi bàn thắng duy nhất trong trận đấu của đội Brazil với Tây Ban Nha, giúp bảo vệ vị trí của đội mình ở vòng hai. Sau khi Brazil bị loại sau đó, cô vẫn ở Canada, đóng vai trò là một thành viên của đội tuyển Brazil chiến thắng tại Đại hội Thể thao Liên châu Mỹ 2015 tại Toronto.